# Четкович, Петар
Пе́тар «Пе́ро» Че́ткович (серб. Петар Перо Ћетковић; 12 октября 1907 — 28 марта 1943) — югославский военный деятель, капитан Югославской королевской армии, участник народно-освободительной войны, генерал-майор (посмертно) Народно-освободительной армии Югославии. Народный герой Югославии.

## Биография
Родился 12 октября 1907 в селе Мужовичи близ Цетине. Происходил родом из бедной крестьянской семьи. Окончил основную школу в Люботине и гимназию в Цетине. Окончив шесть классов гимназии, в декабре 1926 года поступил в Военную академию, где завершил курс обучения в апреле 1929 года. Начал свою военную службу в гарнизоне города Невесине в воинском звании подпоручика. В Югославской армии оставался до окончания Апрельской войны, имел чин капитана 1-го класса.

## Вторая мировая война
После капитуляции Югославской армии 17 апреля 1941 года Четкович сумел избежать плена и вернулся обратно в свой город. Здесь вступил в контакт с членами Коммунистической партии Югославии и принял активное участие в подготовке вооружённого восстания, работая с молодежью в качестве военного инструктора. 13 июля 1941 в Черногории местные жители подняли антифашистское восстание, что ознаменовало начало вооружённой борьбы черногорцев против немецких, итальянских и албанских оккупантов. С началом восстания Петар Четкович стал бойцом Любостинского партизанского отряда, затем военным советником.
В ноябре 1941 года Перо (так звали его партизаны) был назначен командиром Ловченского батальона Черногорско-Санджакского партизанского отряда. Ловченский батальон под его командованием 1 декабря 1941 вёл тяжёлые бои с итальянскими оккупантами во время партизанского штурма города Плевля. 21 декабря 1941 была сформирована 1-я пролетарская ударная бригада и Перо Четкович был назначен командиром её 1-го (Ловченского) батальона. В знаменитом Игманском марш-броске в январе 1942 года благодаря искусству Четковича его батальон имел наименьшее число обмороженных бойцов. В феврале 1942 года батальон избежал окружения, переправившись через ледяную реку Неретву.
Четковичу принадлежит заслуга в нанесении ударов по четникам во время многодневных тяжёлых боёв в районе Мойковац-Колашин. Сильные ударные группы из 1-й и 2-й пролетарских ударных бригад под его руководством разбили крупные силы четников 3 июня 1942 в районе Добри-Дол на Дурмиторе. Этот успех способствовал отступлению партизан из Черногории. 1-й батальон многократно отличился во время похода пролетарских бригад в Боснийскую Краину (июнь — июль 1942 года), в том числе во время взятия города Кониц, боёв на горе Цинцар и освобождения Ливно.
В сентябре 1942 года Четкович был назначен командиром 1-й Далматинской пролетарской ударной бригады, с которой с сентября по ноябрь 1942 года добился успехов в боях близ Синя, Дувно и в районе Ливно — Синь. С учётом заслуг перед народно-освободительным движением Четкович был принят в 1942 году в Коммунистическую партию Югославии. Успешное командование партизанскими частями определило выбор его кандидатуры при назначении 9 ноября 1942 года командира 3-й ударной дивизии. С 3-й ударной дивизией Петар Четкович в ноябре 1942 года — январе 1943 года провёл много успешных боевых действий в долине рек Врбас и Босна, боях за город Яйце, а также при освобождении части Центральной Боснии.
3-я ударная дивизия приняла активное участие в битве на Неретве. Войска Четковича вели бои за Бугойно и Горни-Вакуф, а затем за город Прозор, который обороняли итальянцы. Этот город являлся основной преградой на пути Главной оперативной группы дивизий Верховного штаба НОАЮ в долину рек Рамы и Неретвы. Перед дивизией была поставлена задача взять город любой ценой. Партизанам понадобились два дня и две ночи, чтобы овладеть Прозором. Эта победа стала одной из самых крупных в Битве на Неретве.
После этого дивизия продолжила бои в долине Рамы, на Неретве и близ Коница. Контрудар под Горни-Вакуфом решил судьбу раненых на Неретве. В контрнаступлении с Неретвы на восток 3-я дивизия вела ожесточённые бои против итальянских и усташско — домобранских войск, а также формирований четников. Форсирование Неретвы, бои на горном массиве Прень и освобождение Невесине стали большими успехами дивизии.
В бою за Невесине 28 марта 1943 капитан Четкович получил тяжёлое ранение, от которого вскоре скончался.

## Награды
30 апреля Петару Четковичу было присвоено посмертно звание Народного героя Югославии, а на следующий день, 1 мая — воинское звание генерал-майора. Он был также посмертно награждён советским Орденом Отечественной войны I степени по указу Президиума Верховного Совета СССР.

## Галерея

Довоенная фотография Перо Четковича
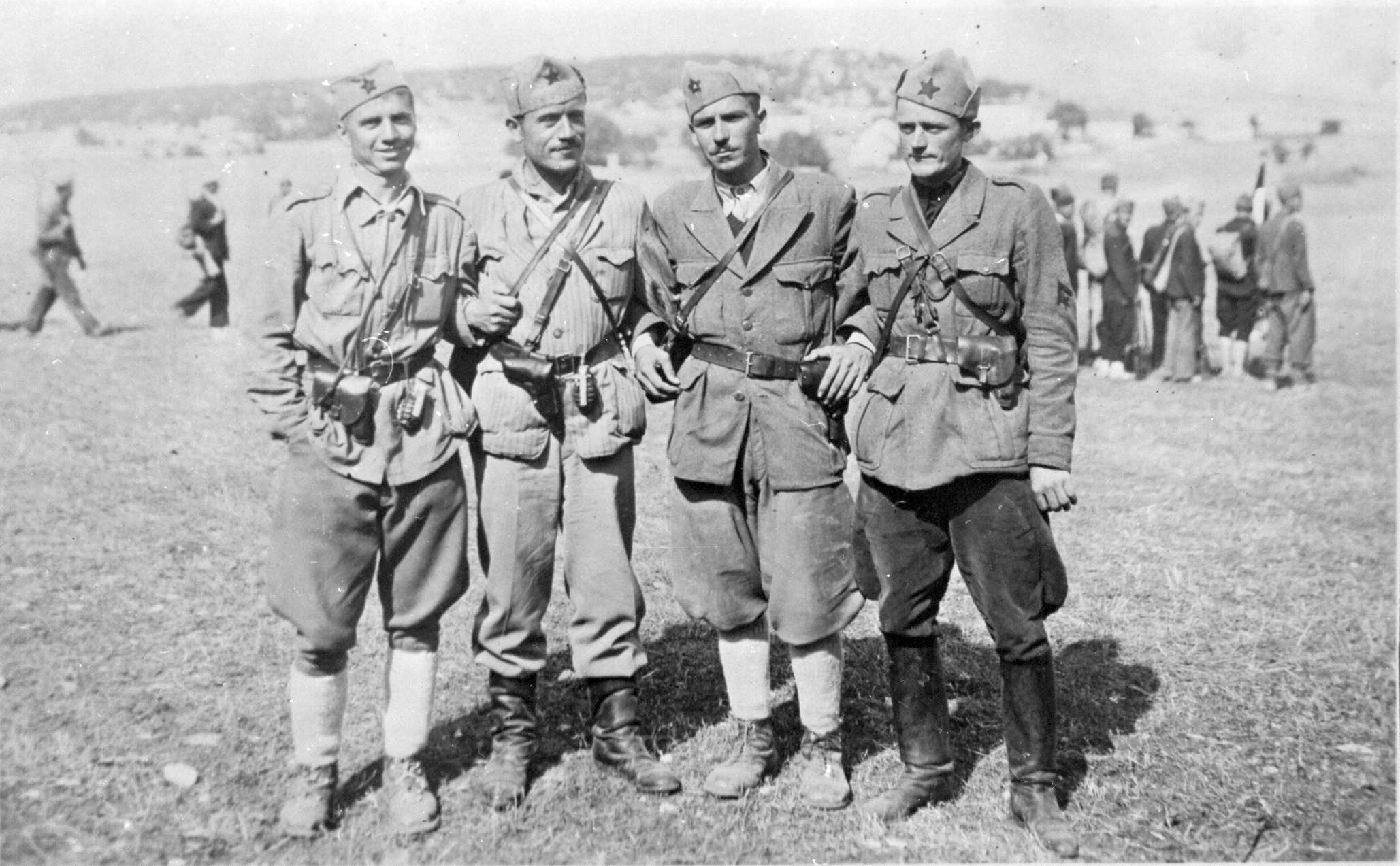
Штаб 1-й Далматинской бригады. Слева направо: Владимир Шчекич, Перо Четкович, Анте Кроня и Божо Билич
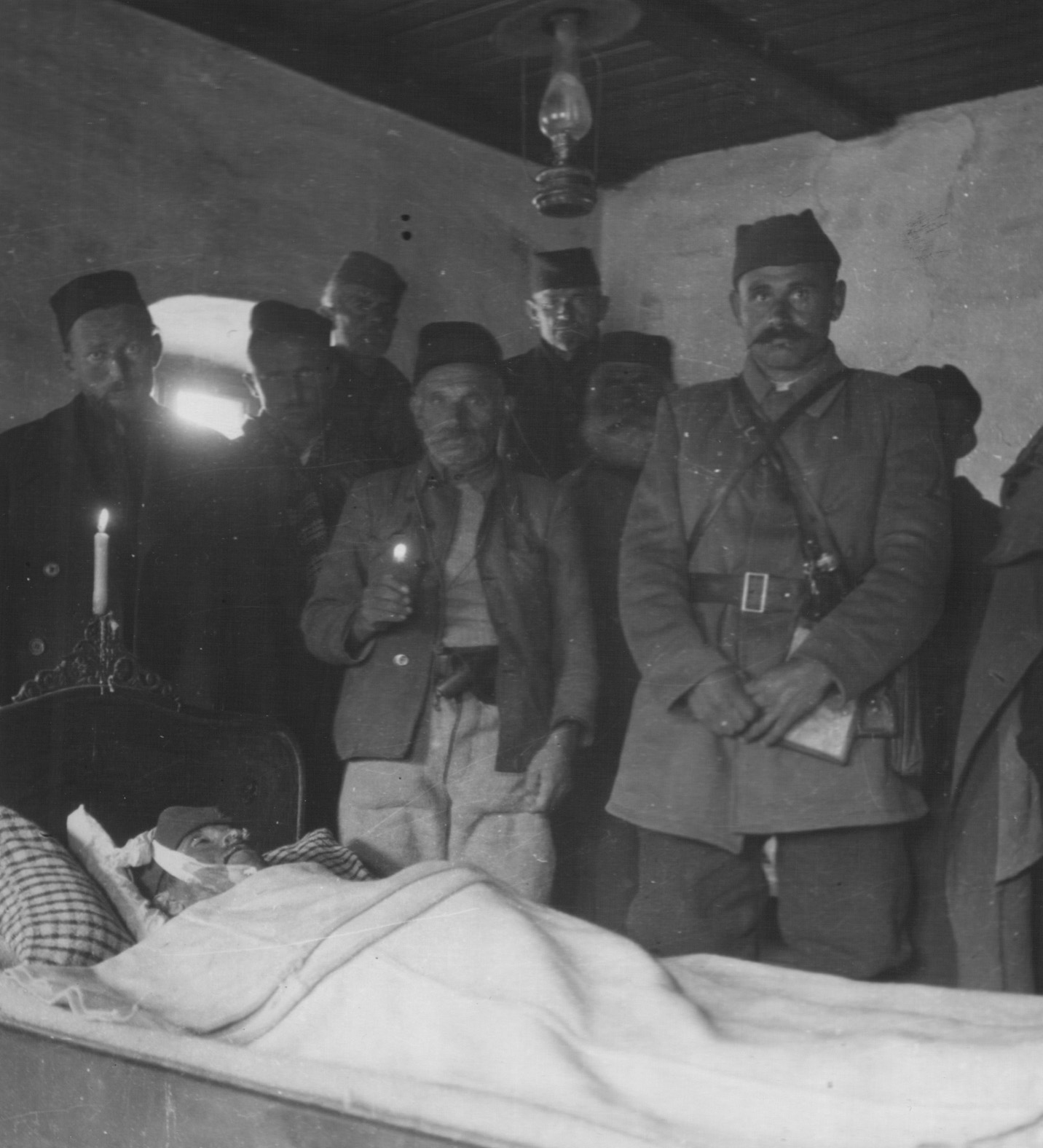
Перо Четкович на смертном одре, у края (справа налево) стоят Сава Ковачевич и отец погибшего
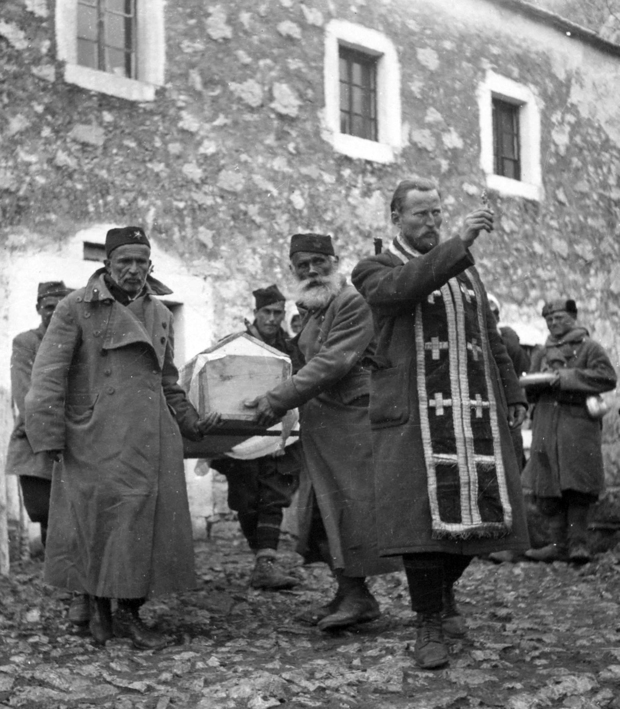
Похороны Перо Четковича